# Hysteropterum lividum
Hysteropterum lividum är en insektsart som beskrevs av De Bergevin 1923. Hysteropterum lividum ingår i släktet Hysteropterum och familjen sköldstritar. Inga underarter finns listade i Catalogue of Life.